# Aneflomorpha linearis
Aneflomorpha linearis es una especie de escarabajo longicornio del género Aneflomorpha, tribu Elaphidiini, subfamilia Cerambycinae. Fue descrita científicamente por LeConte en 1859.

## Descripción
Mide 9-17 milímetros de longitud.

## Distribución
Se distribuye por Estados Unidos y México.